# Ulrich van den Berg
Ulrich van den Berg (1975) is een golfprofessional uit Zuid-Afrika. Hij heeft onder meer zeven toernooien gewonnen op de Sunshine Tour.

## Amateur

### Gewonnen
- 1997: South African Amateur Strokeplay Championship, Transvaal Amateur, Western Province Strokeplay

## Professional
Hij werd in 1999 professional en speelde vanaf dat jaar op de Sunshine Tour. Eind 2007 kwalificeerde hij zich via de Tourschool voor de Europese Tour van 2008. Door familie-omstandigheden kon hij maar tien toernooien spelen, waardoor hij niet voldoende verdiende om zijn speelrecht te behouden. Pas toen hij de Tourschool van 2015 won, samen met Adrian Otaegui en Daniel Im, kwam hij weer op de Europese Tour. Resultaten in dat circuit zijn er nog niet geweest.

### Gewonnen
Sunshine Tour
| Nr | Data          | Toernooi                              | Baan                         | Score        | Score | Runner(s)-up                                          |
| -- | ------------- | ------------------------------------- | ---------------------------- | ------------ | ----- | ----------------------------------------------------- |
| 1  | 16/17-11-2000 | Riviera Resort Classic                | Riviera on Vaal Country Club | 67-63=130    | -10   | Mike Michell                                          |
| 2  | 25/27-10-2001 | Vodacom Trophy                        | Zwartkop Country Club        | 68-66-64=198 | -18   | Jaco Van Zyl                                          |
| 3  | 11/13-11-2004 | Seekers Travel Pro-Am                 | Dainfern Country Club        | 69-67-67=203 | -13   | play-off gewonnen van Mark Murless en Patrick O'Brien |
| 4  | 07/09-04-2005 | Parmalat Classic                      | Paarl Golf Club              | 67-65-69=201 | -15   | Peter Karmis, Lindani Ndwandwe                        |
| 5  | 01/03-08 2007 | Vodacom Origins of Golf Tour          | Bloemfontein Golf Club       | 67-66-69=202 | -14   | Bradford Vaughan                                      |
| 6  | 28/30-07-2010 | Vodacom Business Origins of Golf Tour | Humewood Golf Club           | 67-66-67=203 | -14   | Daniel Greene                                         |
| 7  | 18/20-10-2013 | BMG Classic                           | Glendower Golf Club          | 65-69-67=201 | -15   | Titch Moore, Hennie Otto                              |